# Trachypodopsis lancifolia
Trachypodopsis lancifolia är en bladmossart som beskrevs av Wu Pan-cheng 1982. Trachypodopsis lancifolia ingår i släktet Trachypodopsis och familjen Trachypodaceae. Inga underarter finns listade i Catalogue of Life.